# Rory Gibson
Rory Gibson (Long Beach, 22 novembre 1995) è un attore statunitense.
Noto per il ruolo di Noah Newman in Febbre d'amore e di Michael Corinthos in General Hospital.

## Biografia e Carriera
Rory Gibson nasce il 22 novembre 1995 a Long Beach in California e inizia la sua carriera da attore nel 2018 interpretando il ruolo di Eric nel film A Night To Regret. Nel 2020 interpreta Damon nel film Il lato oscuro della mia gemella. La svolta nella sua carriera arriva nel 2021 quando entra nel cast della soap opera Febbre d'amore nel ruolo di Noah Newman, sostituendo il suo precedente interprete Robert Adamson. Gibson rimane nella soap fino al 2023. Nel 2023 ottiene un ruolo minore nel film Rebel Moon - Parte 1: Figlia del fuoco. Nel 2025 interpreta Michael Corinthos nella soap opera General Hospital sostituendo il suo precedente interprete Chad Duell.

### Vita privata
Nel febbraio 2022 Gibson annuncia il suo fidanzamento con Alicia Ruelas. 

## Filmografia

### Cinema
- A Night To Regret (2018)
- Grace (2019)
- Il lato oscuro della mia gemella (2020)
- Rebel Moon - Parte 1: Figlia del fuoco (2023)

### Televisione
- Febbre d'amore - soap opera (2021-2023)
- General Hospital - soap opera (2025-in corso)